# Ester Vonplon
Ester Vonplon (geb. 27. April 1980 in Schlieren) ist eine Schweizer Fotografin.

## Leben und Werk
Ester Vonplon ist in Rudolfstetten im Kanton Aargau aufgewachsen. Ab 1996 lebte sie in Flims, Ruschein und in Chur. Nach einer KV-Lehre schloss sie eine Ausbildung zur Video-Operatorin an. Von 2004 bis 2008 folgte ein Studium an der Fotoschule Fotografie am Schiffbauerdamm (fas), heute Neue Schule für Fotografie Berlin. Den Master of Fine Arts absolvierte sie zwischen 2011 und 2013 an der Zürcher Hochschule der Künste. Vonplon arbeitet zusammen mit der Galerie Solcà in Chur und dem Zürcher Galeristen Stephan Witschi sowie mit dem Fotografen Roger Eberhard, dem Musiker Stephan Eicher und dem Lyriker Jürg Halter. Sie ist Dozentin für Kunst und Architektur an der ETH Zürich und lebt und arbeitet in Castrisch, Graubünden.
Ester Vonplons frühe Arbeiten zwischen 2006 und 2009 entstanden auf Reisen nach Süd-Osteuropa, Russland und in die Ukraine. Sie sind sowohl dokumentarisch als auch subjektiv. Als gestalterisches Mittel begreift sie auch technische Unzulänglichkeiten wie Unschärfe und Grobkörnigkeit des analogen Filmmaterials, sowie Farbveränderungen und Risse in der Oberfläche bei der Polaroidfotografie, die auf Feuchtigkeit und Temperaturen zurückzuführen sind. In ihren frühen Fotografien ermöglicht ihr dies, die konventionelle fotografische Ästhetik zu hinterfragen. Zudem nimmt sie eine analoge 8×10-Inch-Großformatkamera mit auf ihre Wanderungen durch die Natur. Sie erstellt Fotogramme von vorgefundenen Blumen, Gräsern oder Vögeln auf historischem Cellofix-Fotopapier. Für Schwarzweissfotografien verwendet sie die Piezografie, auch (Kohlepigment-Inkjetdruck) genannt. Auch erstellt sie Cyanotypien, welche von Anna Atkins, bekannt gemacht worden waren. Teils verfremdet sie die natürlichen Fundstücke bis zur Abstraktion, in anderen Werkgruppen kommt es wegen der hohen Qualität der Negative zu fast hyperrealen Bildern. Ester Vonplon fotografiert an verschiedenen Orten der Schweiz, unter anderem in der Auenlandschaft Ogna da Pardiala, dem Val Curciusa und dem Val Frisal in der Surselva; für eine Werkgruppe arbeitete sie mit Langzeitbelichtungen in einem stillgelegten Strassentunnel im Safiental.
Die Werkgruppen Geletscherfahrt (2013/15), Wohin geht all das Weiss, wenn der Schnee schmilzt (2014), Wie viel Zeit bleibt der Endlichkeit (2016) und Flügelschlag (2024/25) sind bekannte Arbeiten der Fotografin. Die erste Einzelausstellung von Ester Vonplon fand 2009 in der Galerie Walter Keller in Zürich statt. Zahlreiche Einzel- und Gruppenausstellungen in Ausstellungshäusern und Galerien in der Schweiz, Frankreich, den Niederlanden, dem Vereinigten Königreich und Deutschland folgten.

### Auszeichnungen
- 2009, 2017, 2019: Aargauer Kuratorium (Kunstpreis)
- 2009: Schweizer Fotopreis
- 2014: Kunstpreis Südostschweiz Medien
- 2015: Wettbewerb für professionelles kulturschaffen Graubünden
- 2017: Kunstpreis Schweizer Alpen-Club
- 2017: Manor Kunstpreis, Chur